# Estrada de Ferro Central do Piauí

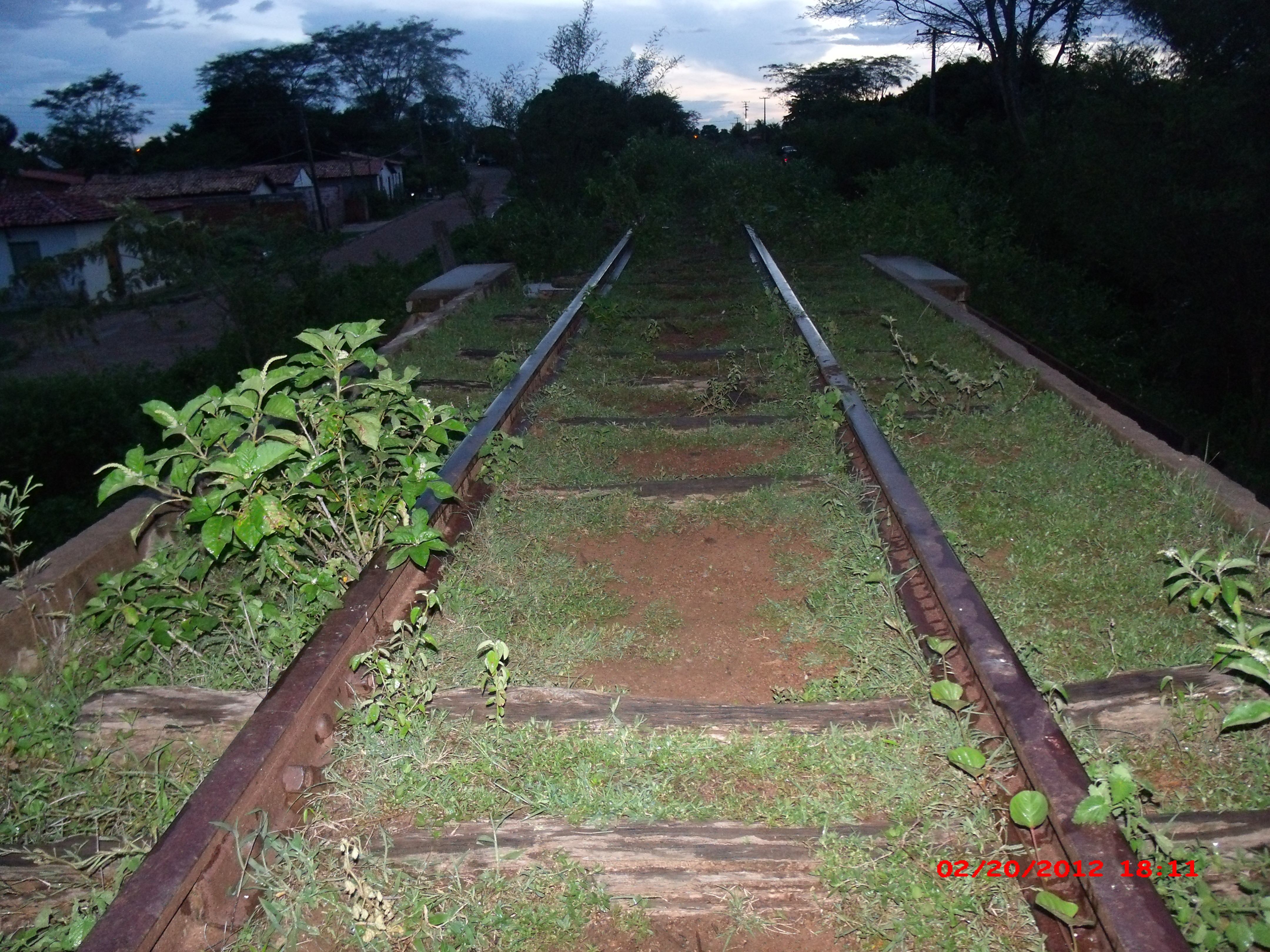
Trecho sobre um ponteão.

A Estrada de Ferro Central do Piauí (EFCP) foi uma empresa ferroviária piauiense que administrou o projeto, a construção e a operação da Ferrovia Teresina-Parnaíba, fazendo a ligação da capital à Luís Correia (no Porto de Amarração), no litoral do estado. Apesar da opinião de políticos e técnicos de que a ferrovia seria inútil (um elefante branco) por correr paralela ao Rio Parnaíba, a empresa foi constituída em 1918 como um desmembramento de um ramal da Rede de Viação Cearense em 1918. Suas obras, iniciadas em 1913, foram concluídas apenas em 1969 com a chegada dos trilhos à cidade de Teresina, quando a EFCP já havia sido encampada pela RFFSA em 1957.

## Revitalização do trecho Parnaíba-Luis Correia
A partir de 2019 a Federação do Comércio de Bens, Serviços e Turismo do Piauí (Fecomercio-PI) vem trabalhado na reativação de trecho Parnaíba até Luís Correia com investimento para funcionar trem em rota turística e no dia 25 de março de 2020 chegou em Parnaíba um comboio de carretas com locomotivas e vagões adquiridos no Rio de Janeiro, mas o reinício das operações no mencionado trecho ferroviário foi suspenso em razão da pandemia do Coronavírus.

## História

### Primórdios
| “ | Mas o Piauhy tem rios navegáveis, a estrada de ferro não faz tanta falta assim. Deputado Ildefonso Albano (1885-1957) | ” |

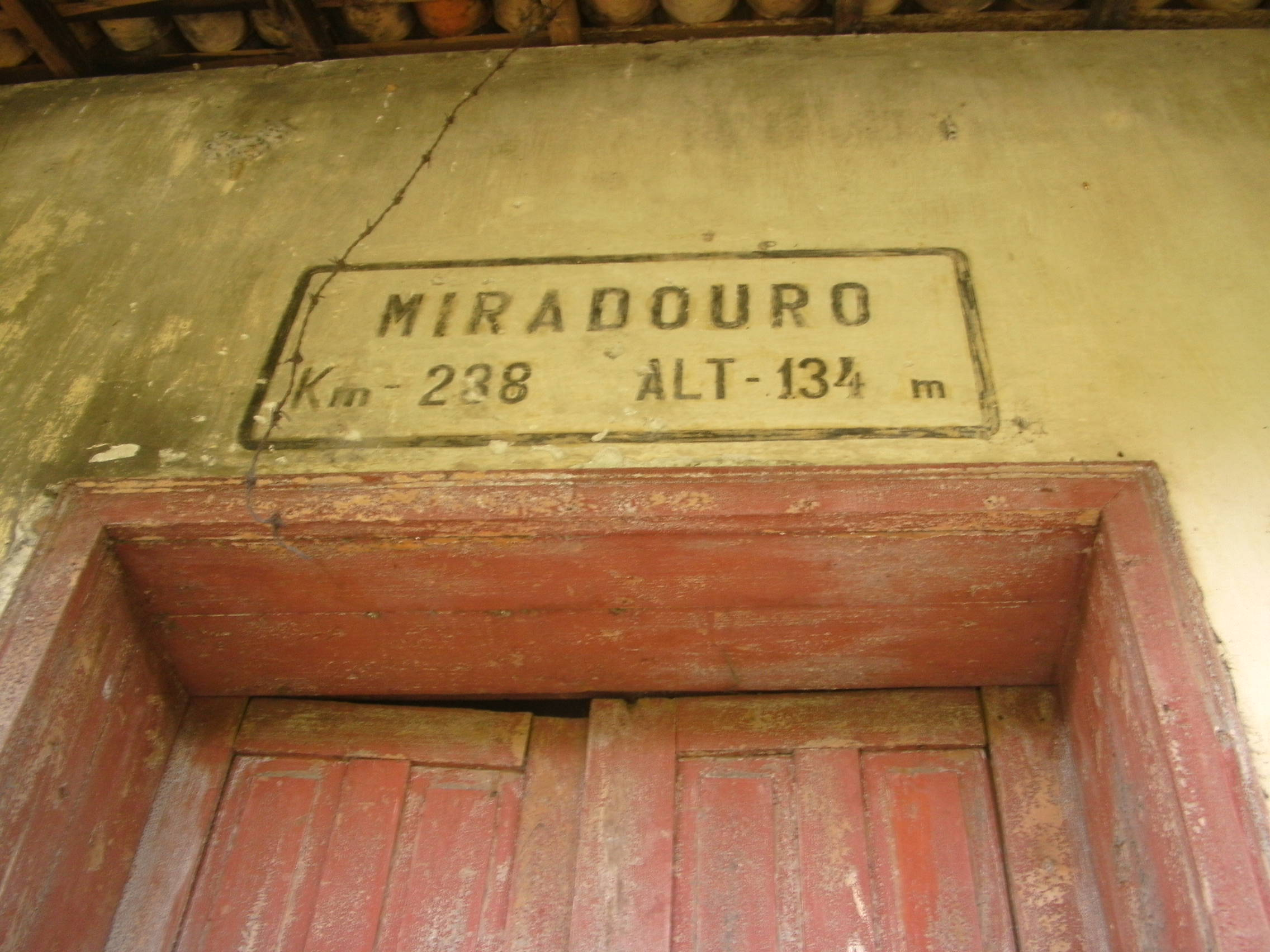
Identificação quilométrica e altitudinal da Estação Ferroviária de Miradouro, perto de Altos (foto: Helano Lopes)

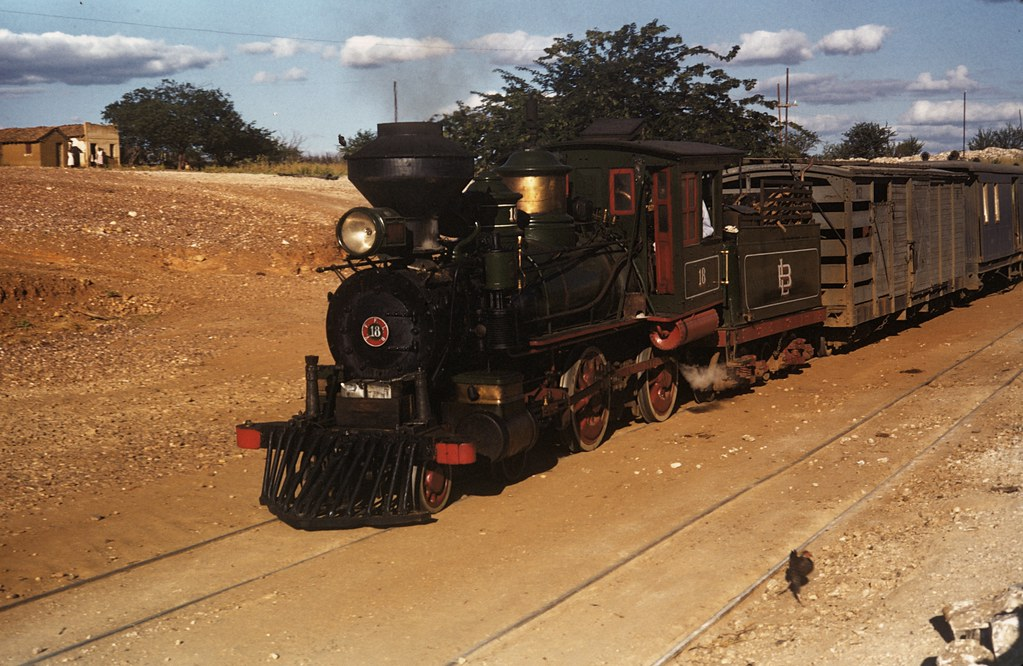
Trem conduzido pela locomotiva Baldwin nº 18 (tipo 4-4-0 "American") atravessando a cidade de Paulistana, 1954. Fabricada em 1881, a locomotiva nº 18 foi transferida da Viação Férrea Federal do Leste Brasileiro para a Estrada de Ferro Central do Piauí em 1952. Mesmo assim ainda ostentava o emblema da ferrovia anterior.

Sobre as execuções iniciais da construção ferroviária no Piauí a edição de 1926 do Almanaque da Parnaíba assim argumenta:     “Assim foi que, em principio de 1899, Jonas Correa prestou valioso concurso aos concessionários da Estrada de Ferro Petrolina-Parnahyba, cuja construção teve seu início na cidade de Parnaíba, a 15 de janeiro daquele ano. Infelizmente, porém devido a uma imprevista decisão do Ministério da Viação, foram logo interrompidos os serviços da importante via de comunicação terrestre, ficando destarte ainda adiada a realização de tão justa aspiração dos piauienses. Somente três lustros depois, ou seja, em 1913, volveu o governo de novo suas vistas para a viação férrea no Piauí, incluindo no traçado da Rede de Viação Cearense o ramal Amarração-Campo Maior, que ficou a cargo da South American Railway Company. O coronel Jonas Correa, querendo prestar seu concurso direto a tão importante melhoramento para a terra piauiense, contratou em Londres, em começo daquele ano, com a supracitada companhia inglesa, juntamente com o ilustre engenheiro piauiense João Cabral, a construção de parte daquele ramal, ou seja, o extenso trecho da Vila de Amarração a cidade de Piracuruca, cerca de 150 quilômetros.
Em fins de junho de 1913, realizava-se em Amarração, em meio de justificadas demonstrações de jubilo, o início da construção do ramal contratado. Mais uma vez, entretanto, foram suspensos os trabalhos, por desinteligências surgidas entre a companhia inglesa e o governo federal [...] Reecentados que foram, mais tarde, em 1916, os ditos serviços, não foi dado ao coronel Jonas Correa, falecido no ano anterior, a satisfação, que por tanto tempo antegosara de ver a locomotiva cortando os primeiros palmos da terra piauiense”. (Almanaque da Parnaíba, 1926, p. 10-11).
Após o lobby de alguns políticos da região (em especial de Pires Rebelo), as obras do Ramal de Amarração, iniciadas sob supervisão da  ramal da Rede de Viação Cearense em 1913, foram desvinculadas desta através do projeto de lei federal nº 96 de 1918 que criou a empresa Estrada de Ferro Central do Piauí. Inicialmente ligava a Vila de Amarração (atual Luís Correia) a Piracuruca, mas seus planos foram alterados visando atingir a capital do estado, Teresina.

### Anos finais
Apesar dos constantes investimentos, a empresa nunca conseguiu atingir os seus objetivos, tendo sido encampada pela Rede Ferroviária Federal em 6 de março de 1957. Os trilhos só alcançaram Teresina em 1969.

## Frota
A frota da EFCP era constituída basicamente de locomotivas à vapor obsoletas, adquiridas de segunda mão de outras ferrovias. Essas locomotivas tinham uma característica peculiar: eram movidas à queima de lenha, que havia sido abandonada no país desde a década de 1930 em benefício do carvão mineral ou da troca de tração para eletricidade ou óleo diesel.
| Carga Geral em milhares (TKU) |
|                               |
| Fontes: RFFSA, 1961           |

### Locomotivas
| Ano do Relatório | Tipo/Modelo   | Bitola (m) | Quantidade |
| ---------------- | ------------- | ---------- | ---------- |
| 1948             | Vapor (lenha) | 1,00       | 9          |
| 1952             | Vapor (lenha) | 1,00       | 11         |
| 1957             | Vapor (lenha) | 1,00       | 11         |

### Carros de Passageiros
| Ano do Relatório | Bitola (m) | Quantidade |
| ---------------- | ---------- | ---------- |
| 1948             | 1,00       | 9          |
| 1952             | 1,00       | 11         |
| 1957             | 1,00       | 11         |

### Vagões de carga
| Ano do Relatório | Bitola (m) | Quantidade |
| ---------------- | ---------- | ---------- |
| 1948             | 1,00       | 64         |
| 1952             | 1,00       | 75         |
| 1953             | 1,00       | 77         |
| 1954             | 1,00       | 87         |
| 1957             | 1,00       | 89         |

## Museu
Para preservar utensílios e demais objetos e estruturas memoriais foi criado em 2003 o Museu do Trem do Piauí pela secretaria de cultura do município de Parnaíba. Em Campo Maior a Estação Ferroviária serve sua estrutura a um museu.

## Vandalismo
Atualmente algumas cidades gerenciam rudimentares políticas de conservação patrimonial da Estrada de Ferro Central do Piauí, mas o trecho mais vandalizado se encontra na zona urbana de Campo Maior.

## Estações da linha

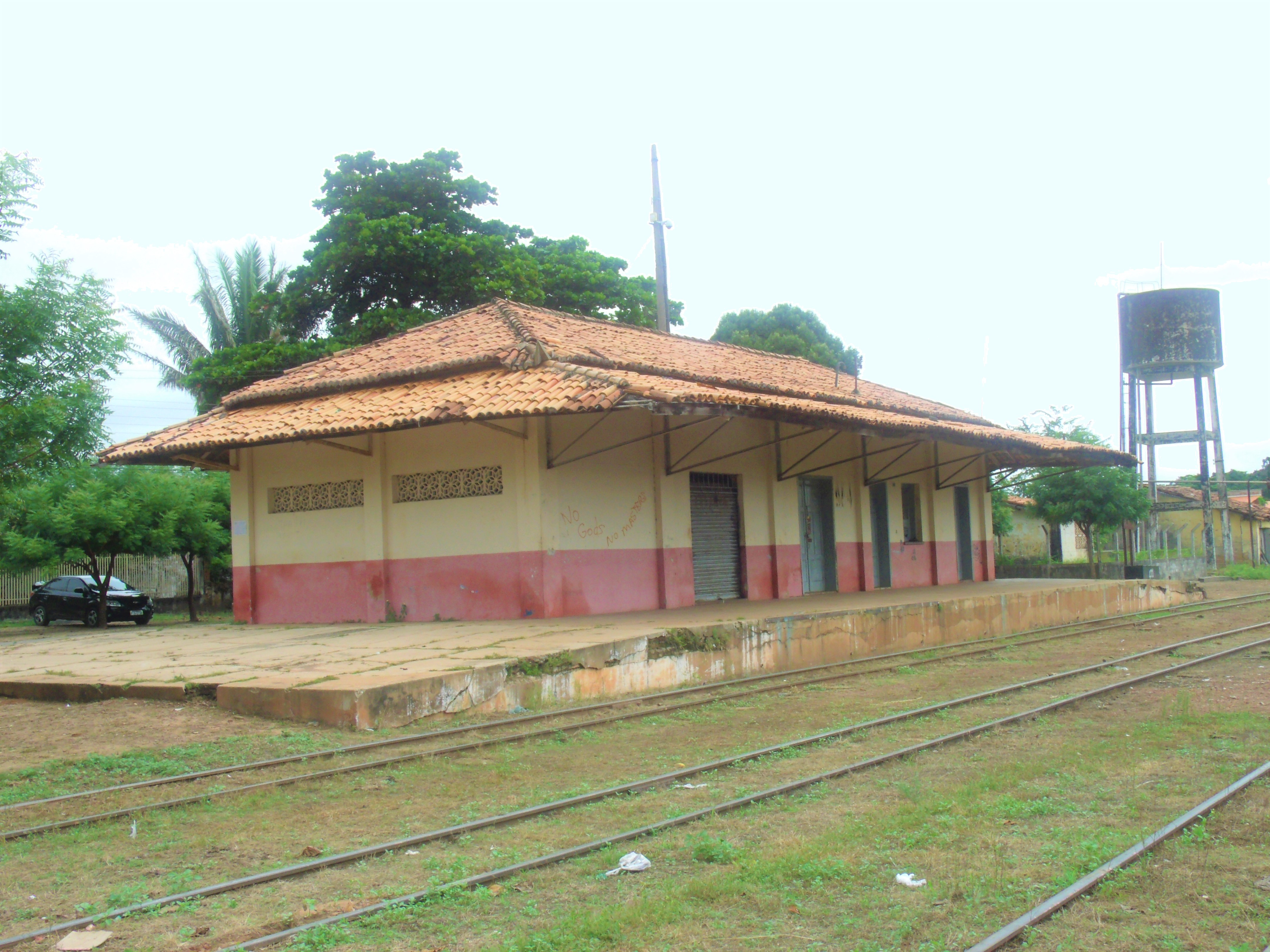
Altos
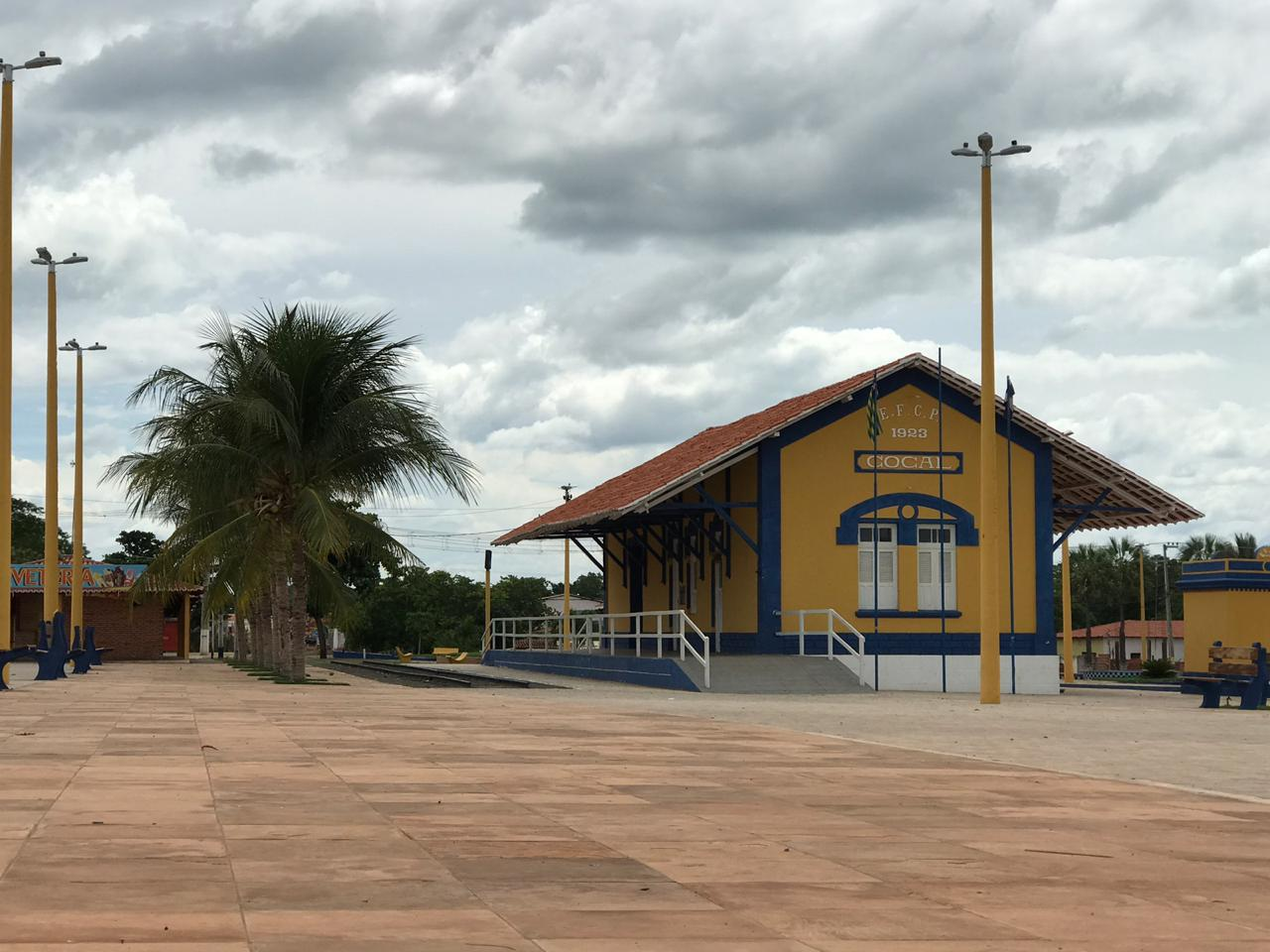
Cocal da Estação.
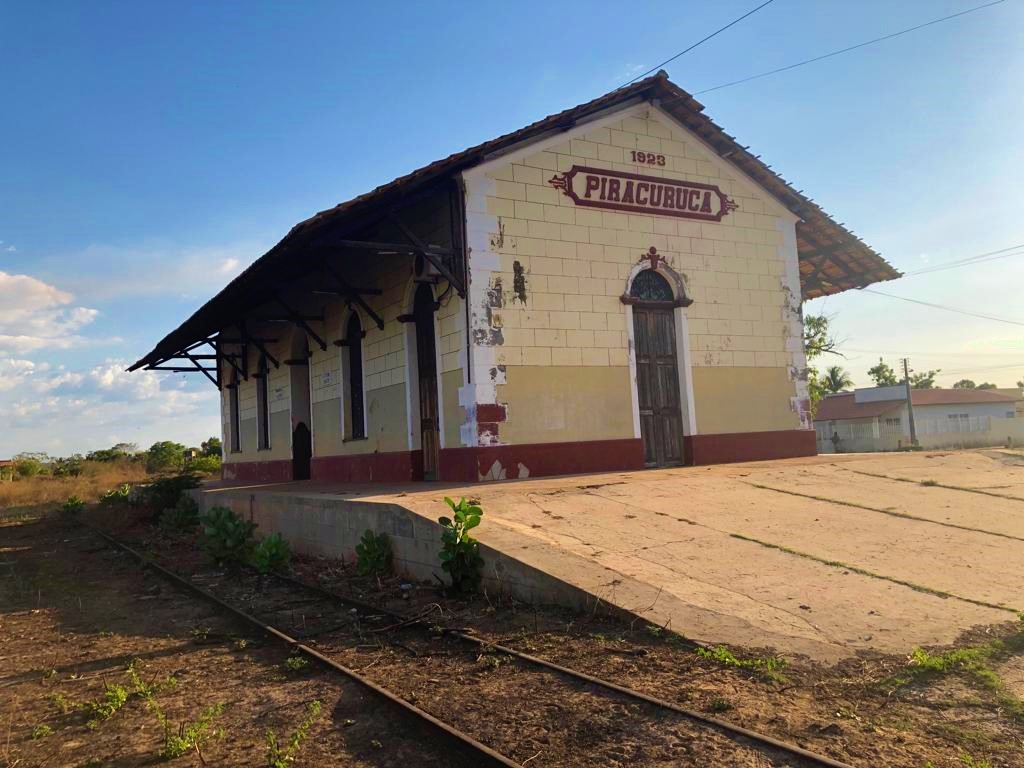
Piracuruca, construída em 1923.
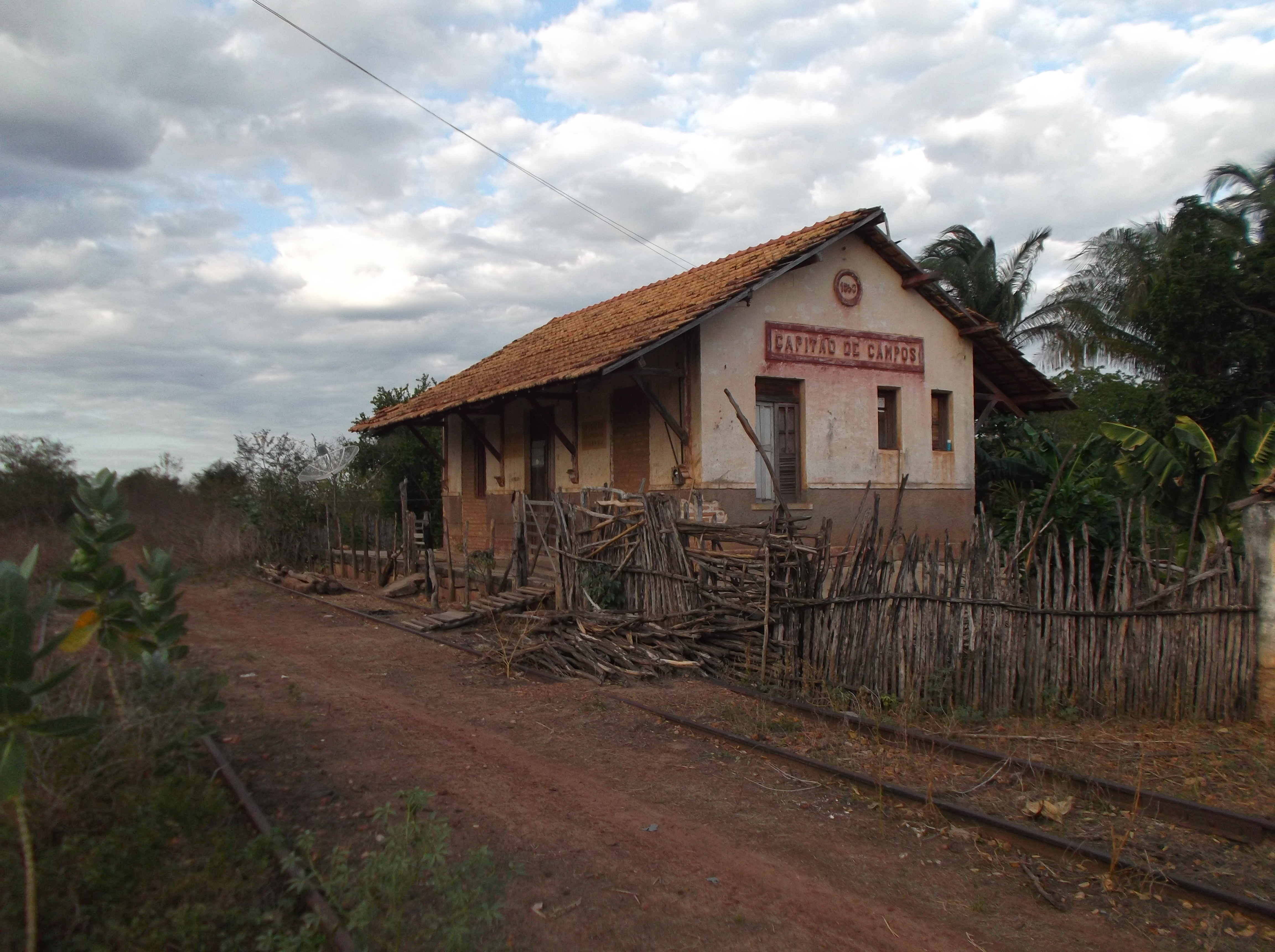
Capitão de Campos.
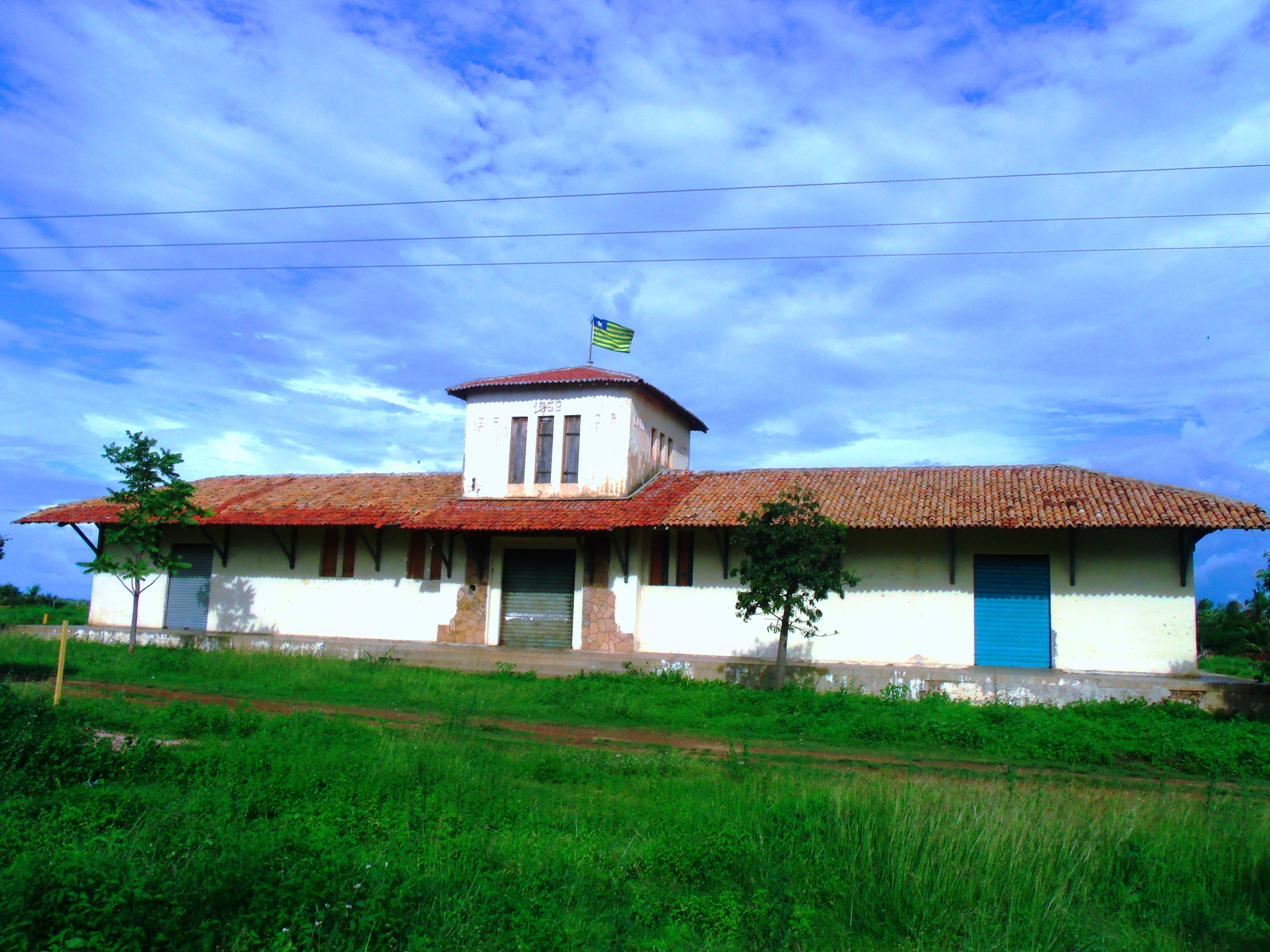
Campo Maior
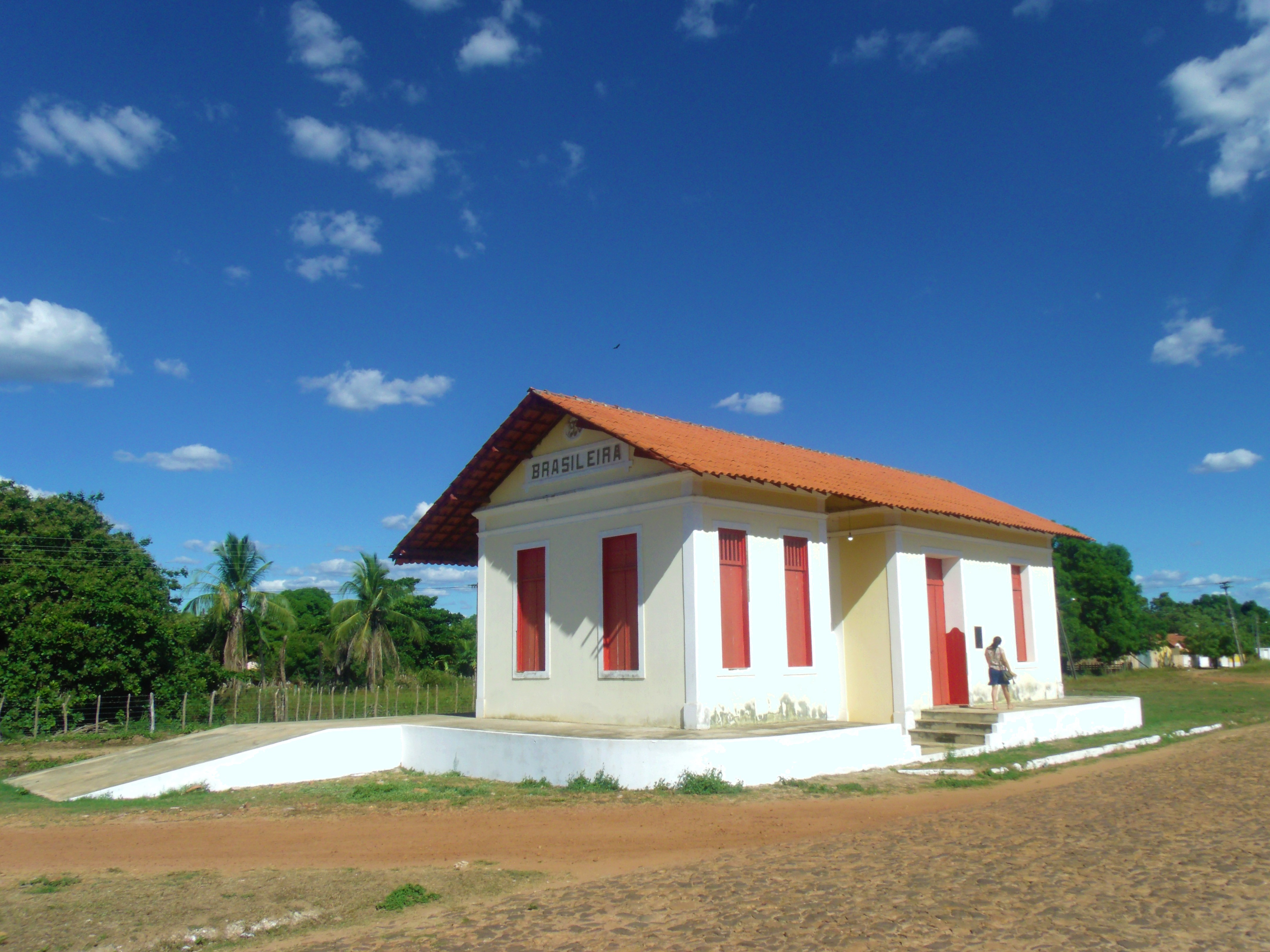
Brasileira.
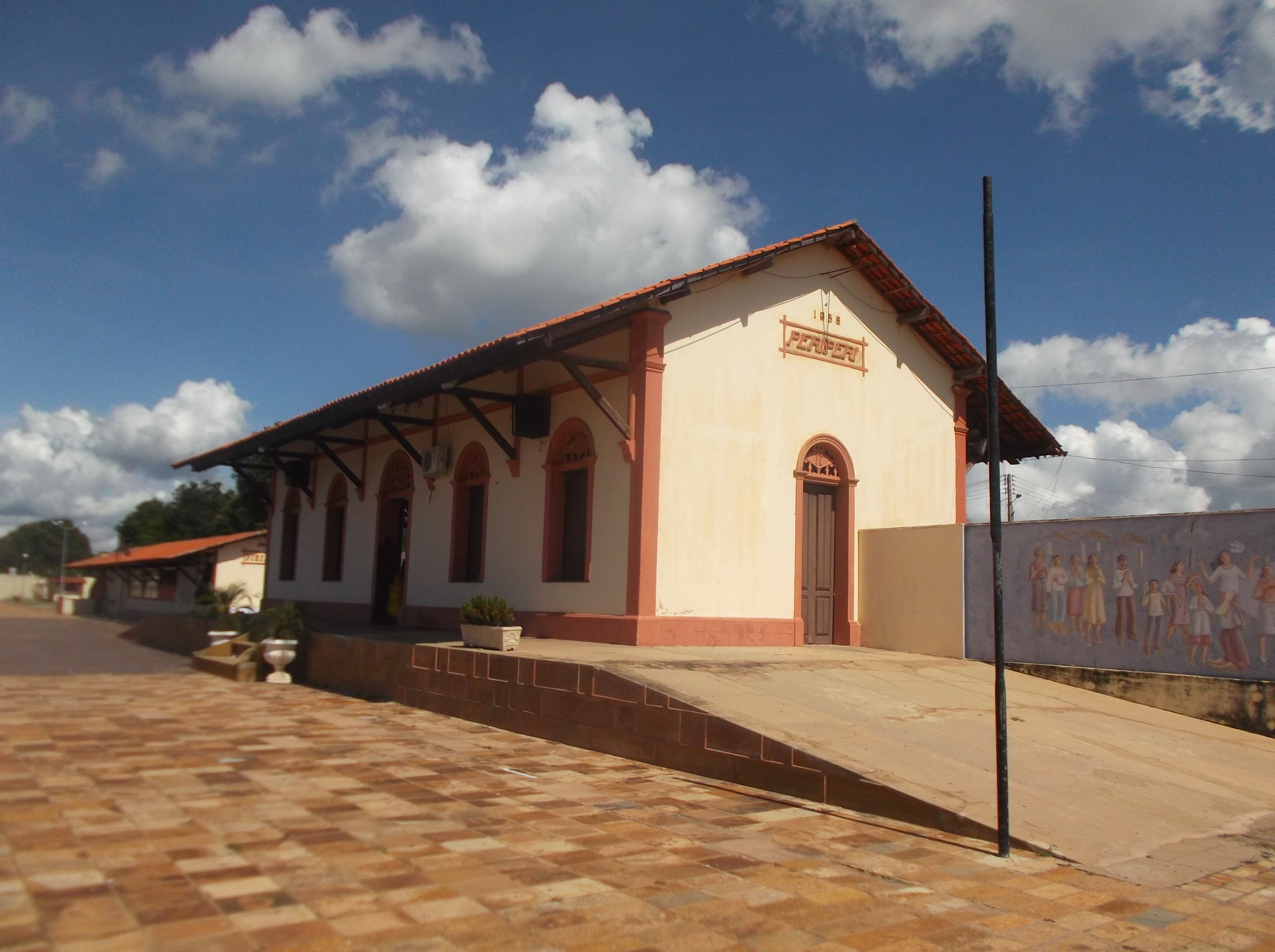
Piripiri
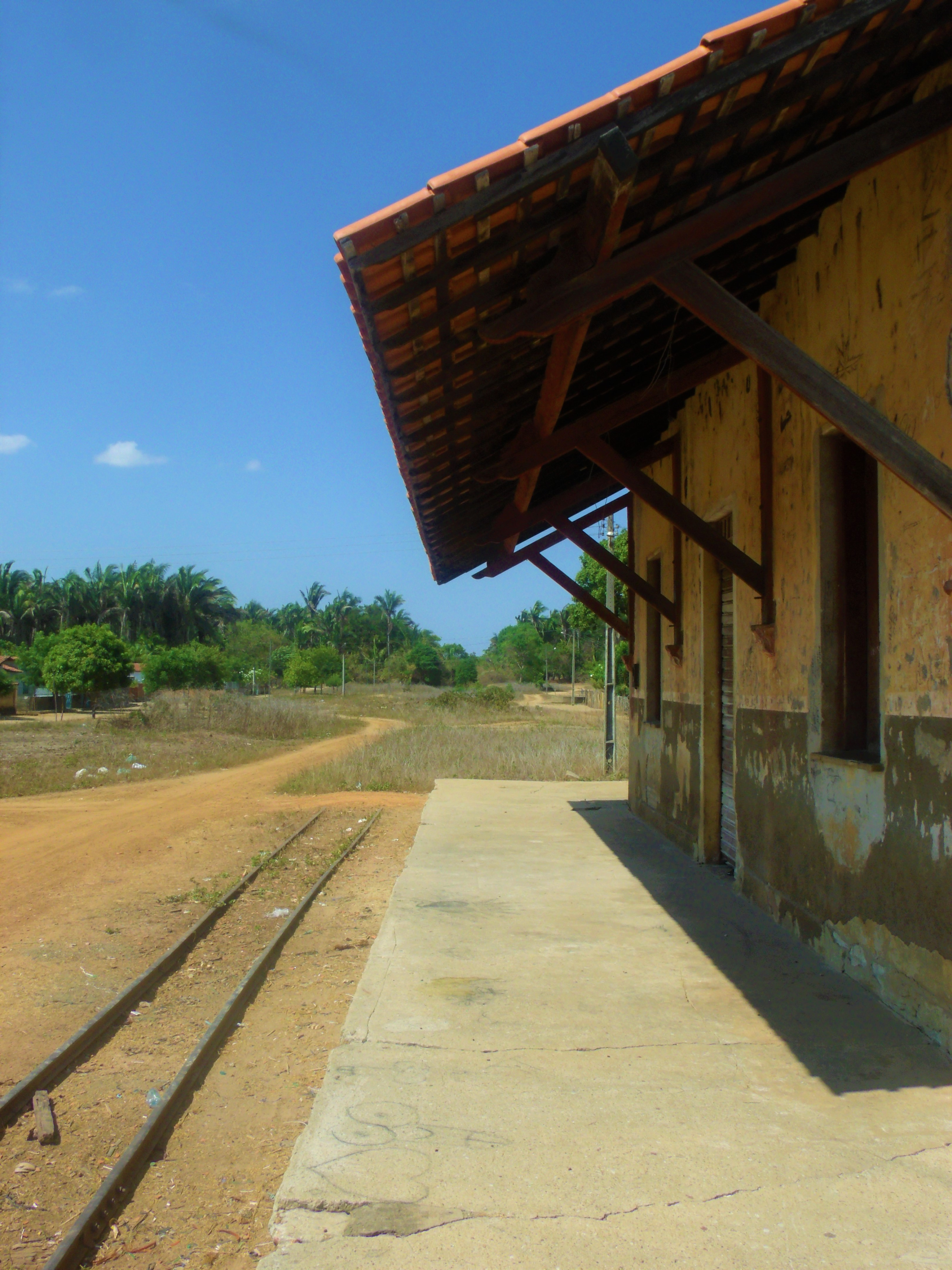
Boqueirão do Piauí.
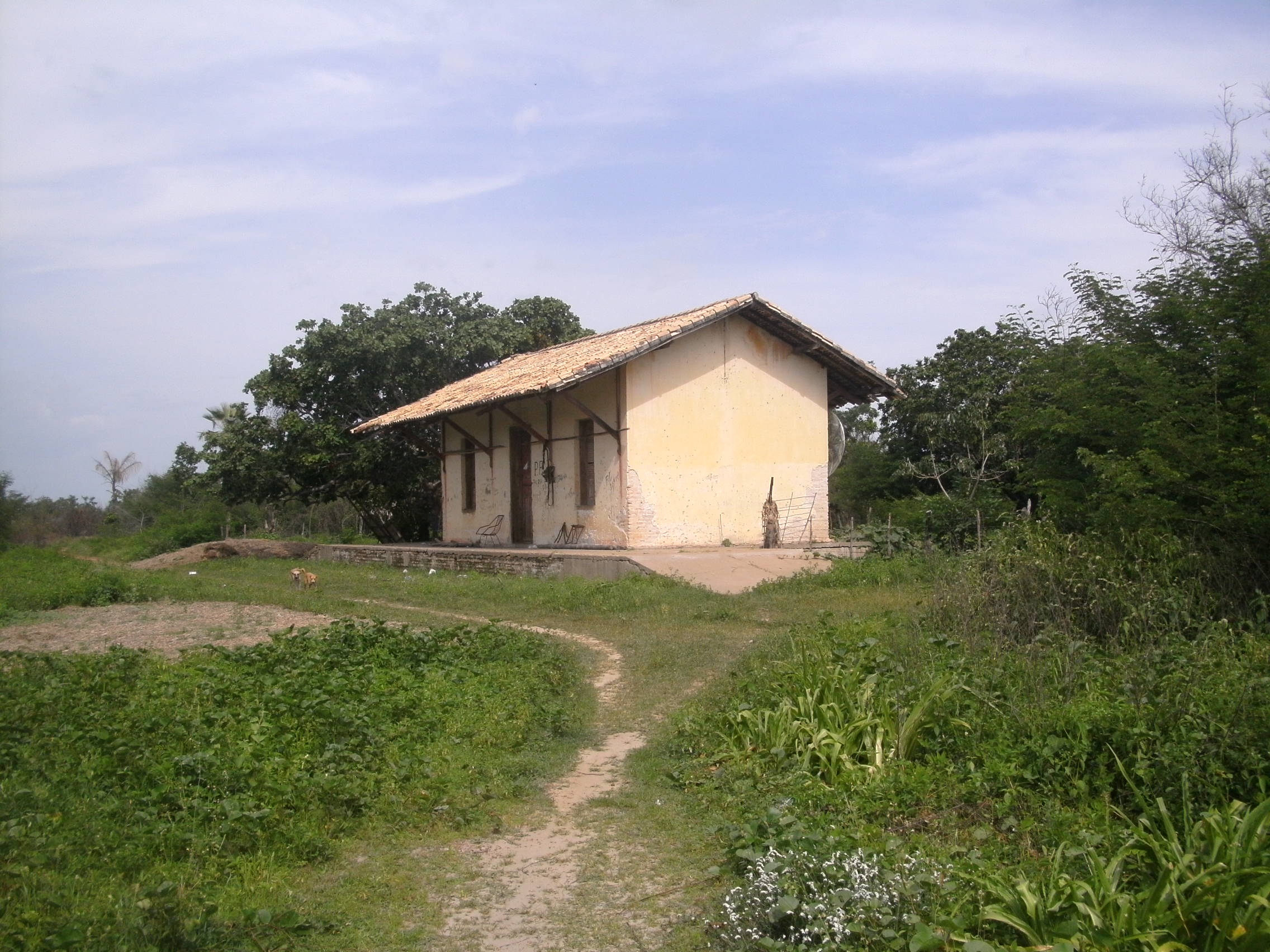
Miradouro, em Campo Maior
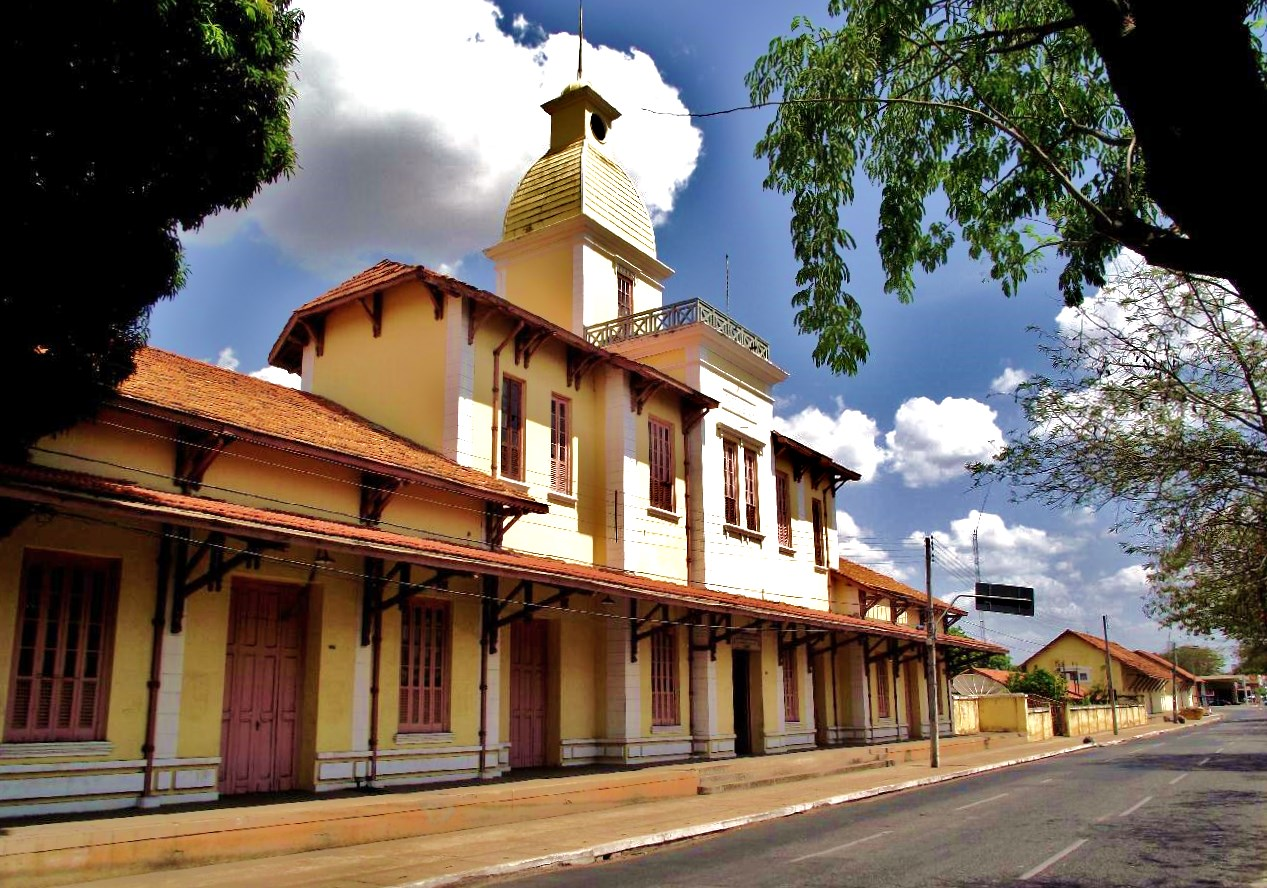
Estação Ferroviária de Teresina